# 條孔倍花蚜
條孔倍花蚜（学名：Nurudea rosea）为綿癭蚜科孔倍花蚜屬下的一个种。